# Shieldaig
Shieldaig est un village dans les Northwest Highlands sur la rive du Loch Sheildaig, en Écosse. Le village a été fondé en 1800 en vue de former des marins pour la guerre contre Napoléon. Par la suite, le village s'est reconverti en tant que village de pêcheurs. 
Shieldaig est une communauté d'environ 85 personnes, avec une école, un petit pub, une salle des fêtes, une église et deux restaurants.